# Margaret Wycherly
Margaret Wycherly est une actrice anglaise, née le 26 octobre 1881 à Londres et morte le 6 juin 1956. Elle était la femme de Bayard Veiller.

## Filmographie
- 1915 : The Fight : Jane Thomas
- 1929 : La Treizième Chaise (The Thirteenth Chair) de Tod Browning : Madame Rosalie La Grange
- 1934 : Midnight : Mrs. Weldon
- 1940 : Passion sous les tropiques (Victory) de John Cromwell : Mrs. Schomberg
- 1941 : Sergent York (Sergeant York) : Mother York
- 1942 : Carrefours (Crossroads) : Madame Pelletier
- 1942 : Prisonniers du passé (Random Harvest) : Mrs. Deventer
- 1942 : La Flamme sacrée (Keeper of the Flame) : Old Mrs. Forrest
- 1943 : Un commando en Bretagne (Assignment in Brittany) : Mme Henriette Corlay
- 1943 : La Nuit sans lune (The Moon Is Down) d'Irving Pichel : Mme Sarah Orden
- 1943 : Les bourreaux meurent aussi (Hangmen Also Die!) : Ludmilla Novotny
- 1944 : Angoisse (Experiment Perilous) : Maggie, the Maid
- 1945 : Johnny Angel : Miss Drumm
- 1946 : Jody et le Faon (The Yearling) : Ma Forrester
- 1947 : Chansons dans le vent (en) (Something in the Wind) : Grandma Read
- 1947 : Ambre (Forever Amber) : Mrs. Spong
- 1948 : Les Amours de Carmen (The Loves of Carmen) : Old Crone
- 1949 : L'enfer est à lui (White Heat) : Ma Jarrett
- 1951 : L'Homme au manteau noir (The Man with a Cloak) de Fletcher Markle : Mme Flynn, la domestique
- 1953 : Aquel hombre de Tánger (en) : Mme Sanders
- 1953 : Le Général invincible (The President's Lady) : Mme Robards